# Manel Font Díaz
Manel Font Díaz (Barcelona, 1948) és un artista centrat especialment en la pintura, primer format a la facultat de Belles Arts de la Universitat de Barcelona i després a l'Escola Massana.
Després d'aquestes també va rebre la beca de dibuix al Real Cercle Artístic, Barcelona (1966), la beca del Ministeri de Cultura, Madrid (1980) i la beca de la Generalitat de Catalunya, Barcelona (1983).
Amb una llarga trajectòria professional, la seva obra forma part de les col·leccions del Museu de Belles Arts de Sevilla, la Fundació Vilà Casas, la Fundació Hastings de Nova York i la Caixa de pensions de Barcelona.

## Obra destacada
A través del vidre (1979): Obra feta per ser mostrada a través dels vidres de l'Espai 10 de la Fundació Joan Miró. A les instruccions de realització, s'especificava que pretenia ser una peça atípica que qüestionés el rol de l'espectador davant l'obra d'art. No era possible visionar la peça des de dins la sala, sinó que calia veure-la des de fora. Es va necessitar un acondicionament especial de la il·luminació de l'espai. La peça constava de tres mampares pintades de 6,85 x 3,30m i una de 3,40 x 3,30m, a mig camí entre peces de mobiliari, disseny aplicat i escultopintures.
L'artista ha rebut diverses beques en suport a la seva obra:
- Escola Massana, Barcelona (1957, 1958, 1959)
- Beca de dibuix al Real Cercle Artístic, Barcelona (1966)
- Ministeri de Cultura, Madrid (1980)
- Generalitat de Catalunya, Barcelona (1983)

## Exposicions
- Taller de Picasso (Barcelona,1972)
- Galeria Vallés (Girona, 1972)
- Galeria Atenea (Terrassa, 1973)
- Galeria Expoart (Barcelona, 1973)
- Galeria Matisse (Barcelona, 1974)
- Galeria Esfinge (Palma, 1974)
- Galeria Doble Sis (Rubí, 1975)
- Sala de Exposiciones de la Diputacion de Málaga (Málaga, 1976)
- Galeria René Métras (Barcelona, 1977)
- Sala Victor Bailo (Zaragoza, 1977)
- Galeria Recalde (Bilbao, 1977)
- Galeria Rayuela (Madrid, 1978)
- Galeria A-B. (Granollers, 1978)
- Galeria René Métras (Barcelona, 1979)
- Espai 10– Fundació Joan Miró (Barcelona, 1979)
- Sala Libros (Zaragoza, 1979)
- Galeria Juana de Aizpuru (Sevilla, 1980)
- Galeria René Métras (Barcelona, 1980)
- Galeria 3 i 5 (Barcelona, 1980)
- Girona Sala Libros (Zaragoza, 1982)
- Galeria Trazos Dos (Santander, 1982)
- Colegio de Arquitectos (Zaragoza, 1982)
- Galeria René Métras (Barcelona, 1983)
- Galeria Yreba (Murcia, 1983)
- Sala d'Exposicions de la Fundació Caixa de Pensions (Barcelona, 1984)
- Escenografia-Vestuario-Máscaras.3 X Mishima. L'Aliança del Poble Nou (Barcelona, 1985)
- Galeria René Métras (Barcelona, 1986)
- Galeria Calart (Ginebra, 1987)
- Galeria Documento (Torí, 1988)
- Exposició itinerant: Pintura Española. Universidad de Salamanca – Casa Cultural de Soria – Leon y Palacio de Cristal (Madrid, 1988)
- Fundación Caja de Navarra (Navarra, 1989)
- Galeria Bremer (Berlin, 1989)
- Masters Art Galerie (Palma, 1989)
- Galeria A-B. Granollers (Barcelona, 1991)
- Galeria Antonia Puyó (Zaragoza, 1992)
- Galeria Ambit (Barcelona, 1992)
- Caja de Ahorros Municipal (Pamplona, 1994)
- Galeria Recalde (Bilbao, 1994)[2]
- Galería Artemisia, Art & Tendències (Les Franqueses del Vallès, 2014)

Museos i coleccións
- Musée dÁrt et Industrie Saint Etienne. Francia.
- Museo de la Resistencia Salvador Allende.
- Diputación Provincial de Malaga.
- Fundación Hastings. New-york.
- Diputació de Barcelona.
- Fundación Juan March. Madrid.
- Museo de Arte Contemporaneo de Elche. Alicante.
- Caixa de Pensions. Barcelona.
- Agencia-A. Madrid.
- Museo de bellas Artes. Zaragoza.
- Diputación de Malaga.
- Museo de las Casas Colgadas. Cuenca.
- Museo de bellas Artes. Sevilla.